# Fred Panopio
Fred Panopio (2 de febrero de 1939, Nueva Ecija † 22 de abril de 2010, Manila), fue un cantante y actor filipino que llegó a la fama en la década de 1970.
Es conocido por haber hecho un estilo propio de su música como los cantos tiroleses más famosa en las Filipinas. Este particular tipo de música es evidente que son muchos de sus éxitos conocidos, como "Pitong Gatang", "Markado" y "Tatlong Baraha". También fue un actor ocasional, y participó en algunas películas junto a Jess Lapid y Fernando Poe Jr. En 1999, Panopio y Victor Wood lanzaron un álbum juntos, bajo el certificado de Reyes Jukebox.
Apareció en un episodio de programa de variedades de mediodía en tiempo Wowowee en 2009 como invitado especial, durante el cual acogida a Willie Revillame que se dirigió a él como una "leyenda viva".

## Discografía

### Compilaciones
- Kawawang Cowboy (1994)
- Pitong Gatang (2004)

### Canciones
- Alanganing Sumama
- Aling Tina
- Ang Ganda ng Ating Mundo
- Ang Kalayaan Mo'y Maaangkin (Love Me for What I Am)
- Ang Labo Mo
- Ang Singsing Kong Alay
- Awit
- Ayaw Ko Nang Lumuha Pa
- Babay Baby Babay
- Bakit Ba, Bakit Ba
- Bakit Ka Ganyan
- Bakit, Saan, Kailan
- Banderang Puti
- Bida
- Bisyo
- Bohemyo
- Bomba, Bomba
- Chime Bells
- Di Kita Malilimutan
- Di Kita Maaring Limutin
- Esnatser ng Puso
- Fred at Elvie
- Ginang Goli
- Giyera Noon
- Ha, Ha, Ha, Hi, Hi, Hi (My Stupid Darling)
- Halik, Halik, Halik (Kiss Me, Kiss Me)
- Hanggang Wakas (Beyond the Reef)
- Honeymoon Sa Buwan
- Huwag Ka Nang Humirit
- I Can't Stop Loving You
- Ingkong
- Kantahan Tayo
- Kawawang Cowboy
- Kay Gulo
- Hanggang Wakas (Beyond the Reef)
- Kung Ikaw Ay Wala Na
- Kung Lalayo (But If You Leave Me)
- Kung Mahal Mo Ako
- Kung Malaya Lang Ako
- Laging "Knock down"
- Mani
- Mapungay Na Mata
- Markado
- Mekenie Gold
- Mga Hinaing ng Puso
- Mo
- Muling Magmahalan
- Naku! Buhay
- Naku! Inday Bakit Mo Ibinigay
- Nalulumbay Ako
- Nasasabik Sa Iyo
- Nawa'y Patnubayan Ka
- Ngunit Ngayon
- O Hindi
- O! Ang Mga Babae
- Oh! Candida
- Okey Ngarud (Sweet Caroline)
- Oye Ho 'Maba
- Pagsisisi
- Pangako Ako Sa Iyo
- Puso
- Pusong Wasak
- Regalo Ni Itay
- Rose Of San Anton
- Sa Hardin Ng Mga Rosas
- Sa Sayawan Natalisod
- Sana'y Pansinin
- Si Kumpare at Si Kumare
- Sorry! Mang Fred
- Sumpang Walang Hanggan
- Tatlong Baraha
- Tayo'y Mag-"Bump" (The Bump)
- Tayo'y Magmahalan
- Tumawa Tayo at Humahalakhak
- Turuan Mo Ako
- Unawain Mo Sana
- West Virginia
- Yahu, Yahu

## Filmografía
- Manila Boy (1993)
- Dito sa Pitong Gatang (1992)
- Pagputi ng uwak, pag-itim ng tagak (1978)
- Baldo Is Coming (1971).... Billy Dikit
- Gangsters daw kami! (1971).... Legs Diamond
- Sweet Caroline (1971)
- From the Bottom of My Heart (1970)
- My Pledge of Love (1970)
- Omar Cassidy and the Sandalyas Kid (1970)
- Songs and Lovers (1970)
- Capitán Pepe (1969)
- Hugo, the Sidewalk Vendor (1962)
- Tatlong baraha (1961)
- Tres mosqueteros (1960)
- Teen-age Crush (1960)
- Markado (1960)